# Amphiascoides nanus
Amphiascoides nanus är en kräftdjursart som först beskrevs av Georg Ossian Sars 1906. Enligt Catalogue of Life ingår Amphiascoides nanus i släktet Amphiascoides och familjen Diosaccidae, men enligt Dyntaxa är tillhörigheten istället släktet Amphiascoides och familjen Miraciidae. Arten är reproducerande i Sverige. Inga underarter finns listade i Catalogue of Life.